# Sphaeronina
Sphaeronina – podplemię chrząszczy z rodziny kusakowatych i podrodziny żarlinków.

## Morfologia
Chrząszcze o wydłużonym ciele długości od 2,7 do 12 mm.
Wyraźnie dłuższa niż szersza głowa ma szeroko zaokrąglone brzegi boczne, niezgięte kolankowato czułki o prawie paciorkowatym biczyku, głębokie i szerokie dołki podczułkowe na policzkach, silnie ząbkowane żuwaczki, głaszczki szczękowe o rozszerzającym się ku szczytowi członie drugim, smukłym, maczugowato lub główkowato zakończonym członie trzecim i stożkowatym do sutkowatego członie czwartym, głaszczki wargowe o członie drugim długim i grubym oraz członie trzecim smukłym, niewielką bródkę poprzecznej formy, płaską, szeroką i odgraniczoną po bokach listewką submarginalną powierzchnię pośrodkową podbródka oraz zlane ze sobą szwy gularne. Brak jest na głowie trichobotrii, a płat języczka nie jest trójczęściowy. Charakterystyczna jest dla aparatu gębowego Sphaeronina obecność ząbka na spodzie lewej żuwaczki, bruzd na zewnętrznych krawędziach obu żuwaczek oraz zwężony ku stępionemu szczytowi guzek podgębia. Szypułkowata, cienka szyja nie ma żeberka podłużnego w bruździe nuchalnej ani listewki nuchalnej.
Dłuższe niż szersze, jajowate w zarysie, przedplecze ma boczne brzegi stopniowo zbieżne ku tyłowi i pozbawione jest listewki brzeżnej. Tarczka jest szeroka u podstawy i wysmuklona w tylnej połowie. Pokrywy zaopatrzone są listewkę submarginalą oraz szereg szczecinek na tylnej krawędzi, pozbawione zaś są listewek epipleuralnych. Hypomery mają płaty zabiodrowe odgraniczone listewkami poprzecznymi, a pozbawione są listewek submarginalnych. Przedpiersie ma listewkę poprzeczną, ale nie podłużną. Basisternum przedtułowia jest długie, zaokrąglone i z przodu nabrzmiałe. Między biodrami przednimi występuje ostre, nożowate żeberko. Śródpiersie ma pośrodkowe wklęśnięcie i pozbawione jest żeberka podłużnego, a listewki są co najwyżej szczątkowe. Odnóża przedniej pary mają pośrodkowe żeberko u nasady biodra oraz ukośną listewkę na przednio-brzusznej krawędzi uda oraz duży, trójkątny płat w bliższej połowie goleni. U wszystkich stóp człon czwarty nie wchodzi pod piąty.
Odwłok ma segmenty od trzeciego do siódmego o oddzielonych sternitach i tergitach oraz dwóch parach laterowentrytów. Drugi sternit jest trójpłatowy, trzeci zaś zaopatrzony w nasadowe żeberko podłużne i nasadową listewkę poprzeczną. Dziewiąty tergit jest głęboko wykrojony na tylnej krawędzi i zaopatrzony w zwężające się ku ostrym szczytom, dogrzbietowo zakrzywione wyrostki boczno-wierzchołkowe, zaś dziesiąty trójkątnawy do trapezowatego. Genitalia samca mają symetrycznej budowy edeagus pozbawiony elementu nasadowego i paramer.

## Taksonomia
Takson ten wprowadzony został w 1905 roku przez Thomasa Lincolna Caseya jako podplemię Sphaeronia dla rodzajów Sphaeronum i Scopaeodes. W późniejszych latach takson ten nie był wyróżniany; Sphaeronum umieszczano wśród Echiasterina, a Scopaeodes wśród Cryptobiina. Alfred F. Newton i Margaret K. Thayer w 1992 roku wymienili Sphaeronina jako synonim Lathrobiina. W 2023 roku Lee Herman przywrócił omawiane podplemię, umieszczając w nim cztery rodzaje:
- Coecoscopaeus Coiffait, 1982
- Sphaeronum Sharp, 1876
- Tripectenopus Lea, 1918
- Typhloleleupius Fagel, 1964